# تورتلتون (تنسی)
تورتلتون، تنسی (به انگلیسی: Turtletown, Tennessee) یک محدوده ثبت‌نشده در ایالات متحده آمریکا است که در شهرستان پولک ایالت تنسی واقع شده‌است.

## خصوصیات
تورتلتون ۴۷۳٫۰۶ متر بالاتر از سطح دریا واقع شده‌است.